# Aperibé
Aperibé è un comune del Brasile nello Stato di Rio de Janeiro, parte della mesoregione del Noroeste Fluminense e della microregione di Santo Antônio de Pádua.